# Supercopa Turca de Voleibol Feminino de 2021
A Supercopa Turca de Voleibol Feminino de 2021 foi a décima segunda edição desta competição organizada pela  FTV. Participaram do torneio duas equipes, os campeões da Liga A Turca e da Copa da Turquia.
O VakıfBank conquistou o tetracampeonato e a levantadora Cansu Özbay foi premiada como a melhor jogadora da competição.

## Sistema de disputa
O Campeonato foi disputado em um jogo único.

## Equipes participantes
Equipes que disputaram a Supercopa de Voleibol de 2021:
| Equipe        | Cidade   | Qualificação                        | Última participação                          |
| ------------- | -------- | ----------------------------------- | -------------------------------------------- |
| VakıfBank SK  | Istambul | 1º colocado da Liga A Turca 2020-21 | Supercopa Turca de Voleibol Feminino de 2020 |
| Eczacıbaşı SK | Istambul | 2º colocado da Liga A Turca 2020-21 | Supercopa Turca de Voleibol Feminino de 2020 |

## Resultado
| 5 de outubro de 2021 19:00 AQ | VakıfBank SK | 3 — 0             | Eczacıbaşı SK | Burhan Felek Kubbe Salon,Istambul Público: 3 200 Árbitro(s): TUR İlhami Şenyurt TUR Ebru Kaya |
| 5 de outubro de 2021 19:00 AQ | 25           | Set 1 Set 2 Set 3 | 21 19         | Burhan Felek Kubbe Salon,Istambul Público: 3 200 Árbitro(s): TUR İlhami Şenyurt TUR Ebru Kaya |

## Premiações
| Supercopa Feminina de 2021       |
| Turquia                          |
| -------------------------------- |
| VakıfBank SK Campeão (4º título) |